# Cifrafogadó
Cifrafogadó románul: Țifra, falu Romániában, Erdélyben, Fehér megyében.

## Fekvése
Alsóorbó (Gârbova de Jos) mellett fekvő település. A falun áthalad az E81-es európai út (Romániában DN1).

## Története
Cifrafogadó (Ţifra), korábban Alsóorbó (Gârbova de Jos) része volt, 1956 körül vált külön településsé 116 lakossal. Ekkor Kolozs tartományhoz tartozott.
1966-ban 161 lakosából 157 román 4 magyar volt. 1977-ben 187 román lakosa volt. 1992-ben 116 lakosából 115 román, 1 magyar, a 2002-es népszámláláskor 149 lakosából 148 román, 1 magyar volt.
2013-ban a nagyenyedi városi tanács elfogadta a falu ivóvíz-hálózatának kiépítésére vonatkozó megvalósíthatósági tanulmányt.